# Scott James
Scott James, meist Scotty James, (* 6. Juli 1994 in Melbourne) ist ein australischer Snowboarder und vierfacher Olympionike (2010, 2014, 2018, 2022). Er startet in der Halfpipe und im Slopestyle.

## Werdegang
Scott James stand bereits mit zwei Jahren zum ersten Mal auf Skiern und ein Jahr später auf dem Snowboard. Als 14-Jähriger nahm er 2008 am Europa Cup im Schweizer Saas Fee zum ersten Mal an einem internationalen Wettbewerb teil. Mit einem 23. Platz beim FIS-Snowboard Weltcup der Saison 2009/10 in Kreischberg errang er weltweite Aufmerksamkeit.
Als sein Teamkollege Nate Johnstone wegen einer Knöchelverletzung zurückziehen musste, nahm er wenige Tage später an seiner statt am Weltcup im kanadischen Stoneham teil. Mit dem 15. Platz, seinem bis dahin besten Ergebnis, sicherte er sich einen Startplatz bei den Olympischen Winterspielen 2010 in Vancouver.
Als 15-Jähriger war er Australiens jüngster männlicher Olympionike in 50 Jahren und der jüngste männliche Teilnehmer bei diesen Winterspielen.
Bei den Weltmeisterschaften 2013 belegte James in der Halfpipe den sechsten Platz. Mit nur einem Podiumsplatz im Weltcup 2013/14 wurde er in der Halfpipe Weltcupsieger und im Freestyle Dritter. Im Januar 2014 verpasste er im SuperPipe Wettbewerb bei den X-Games mit dem vierten Platz nur knapp eine Medaille. Bei den nächsten Olympischen Winterspielen 2014 in Sotschi verpasste Scott James in der Halfpipe das Finale und landete wieder nur auf einem enttäuschenden 21. Platz. An den neu ins olympische Programm aufgenommenen Wettbewerben im Slopestyle nahm er ebenfalls teil und belegte den 16. Platz.
Bei den Weltmeisterschaften 2015 am Kreischberg gewann er Gold in der Halfpipe. Im folgenden Jahr gewann er bei den Winter-X-Games 2016 in Aspen die Bronzemedaille im Superpipe-Wettbewerb. In der Saison 2016/17 siegte er beim Weltcup in Pyeongchang und belegte bei den Laax Open und zugleich Weltcup den zweiten Platz. Er gewann damit den Halfpipe-Weltcup und belegte zudem den fünften Rang im Freestyle-Weltcup. Bei den Winter-X-Games 2017 gewann er die Goldmedaille. Im März 2017 wurde er Zweiter bei den Burton US Open in Vail und holte bei den Snowboard-Weltmeisterschaften in Sierra Nevada die Goldmedaille.
In der Saison 2017/18 errang James bei der Winter Dew Tour in Breckenridge und beim Weltcup in Snowmass jeweils den zweiten und bei den Burton US Open den dritten Platz. Ende Januar 2018 gewann er bei den Winter-X-Games die Silbermedaille. Bei den Olympischen Winterspielen 2018 in Pyeongchang holte er mit Bronze in der Halfpipe seine erste olympische Medaille. In der folgenden Saison siegte er beim Weltcup in Copper Mountain und in Laax und belegte damit den fünften Platz im Halfpipe-Weltcup. Zudem triumphierte er bei den Burton US Open und bei der Winter Dew Tour in Breckenridge. Bei den Winter-X-Games 2019 und den Snowboard-Weltmeisterschaften 2019 holte er jeweils die Goldmedaille. In der Saison 2019/20 gewann er mit drei Siegen und einen zweiten Platz den Freestyle und den Halfpipe-Weltcup. Zudem siegte er bei der Winter Dew Tour in Copper Mountain und belegte bei den Burton US Open den dritten Platz. Bei den Winter-X-Games 2020 holte er die Goldmedaille. In der Saison 2020/21 errang er in Laax den zweiten Platz und gewann bei den  Winter-X-Games 2021 und den Snowboard-Weltmeisterschaften 2021 jeweils die Silbermedaille. In der folgenden Saison holte er bei den Winter-X-Games 2022 die Goldmedaille und bei den Olympischen Winterspielen 2022 in Peking die Silbermedaille.

## Trivia
- Da er und sein Vater  für ihn kein erstes passendes Snowboard finden konnten, kauften sie für 10 $ ein Schaufenster-Deko-Board in einem Geschäft in Vancouver.[6]
- Im Jahr 2010 wurde Red Bull Sponsor des Sportlers.